# Ariel Boldrini
Ariel Eduardo Boldrini (Berrotaran, Córdoba, 28 de julio de 1965) es un exfutbolista argentino surgido en Club Deportivo Maipú y que debutó en primera en Club Atlético Platense.
Luego de ganar la final del Campeonato de Primera División 1990-91 con Newell's Old Boys a Boca Juniors por penales en La Bombonera, Boldrini recibiría una citación para formar parte de la Selección de Argentina de parte del flamante entrenador Alfio Basile en el amistoso de la albiceleste contra su par de Hungría en el Gigante de Arroyito. En ese partido entraría en el segundo tiempo por Ramón Medina Bello.
Terminada su etapa en Boca Juniors, y luego de un paso por San Lorenzo de Almagro y por el FAS de El Salvador, recaló en Talleres de Córdoba, que en ese momento jugaba en la B Nacional. En un clásico contra Instituto Atlético Central Córdoba jugado en el Chateau Carreras por la decimoctava fecha del torneo, Boldrini anota el 2 a 0 que a la postre sería definitivo. En el festejo del gol se resbaló en la pista olímpica del estadio y se fracturó el tobillo derecho, acción por la que estuvo siete meses alejado de los campos de juego.

## Clubes
| Club              | País        | Año       |
| ----------------- | ----------- | --------- |
| Deportivo Maipú   | Argentina   | 1985-1987 |
| Platense          | Argentina   | 1987-1990 |
| Newell's Old Boys | Argentina   | 1990-1991 |
| Boca Juniors      | Argentina   | 1991-1992 |
| San Lorenzo       | Argentina   | 1992      |
| Talleres          | Argentina   | 1992-1995 |
| FAS               | El Salvador | 1995-1996 |
| Aldosivi          | Argentina   | 1996-1997 |
| Douglas Haig      | Argentina   | 1997-1998 |
| Atenas            | Argentina   | 1998-1999 |

## Palmarés

### Torneos nacionales
| Título           | Club              | País      | Año     |
| ---------------- | ----------------- | --------- | ------- |
| Primera División | Newell's Old Boys | Argentina | 1990-91 |